# Anwar ul Haq Kakar
Anwar ul Haq Kakar (urdu: انوار الحق کاکڑ, pashto: انوار الحق کاکړ) er en pakistansk politiker, der fra august 2023 fungerer som midlertidig premierminister i Pakistan som efterfølger for Shehbaz Sharif. Han har tidligere fungeret som talsmand for regeringen i den pakistanske delstat Balochistan fra 2015 til 2017 og var medlem af Pakistans Senat fra 2018 til 2023.

## Opvækst og uddannelse
Anwar ul Haq er født i byen Muslim Bagh i Balochistan i 1971. Han gik i grundskole i provinshovedstaden Quetta og gik senere på et militærakademi (Cadet College Kohat) i Kohat men vendte tilbage til Quetta ved sin fars død. Han har en kandidatgrad i statskundskab og sociologi fra University of Balochistan.

## Politisk karriere
Anwar ul Haq blev valgt til Pakistans Senat som partiløs kandidat fra Balochistan ved det pakistanske senatsvalg 2018 og tiltrådte som senator 12. marts 2018.
Han var med efter valget til at lancere et nyt politisk parti, Balochistan Awami Party (BAP).
Han blev nomineret til at være midlertidig premierminister i Pakistan af den afgående oppositionsleder og den afgående premierminister, Shehbaz Sharif. Præsident Arif Alvi underskrev udnævnelsen, der gjorde ham til den 8. midlertidige premierminister i Pakistan. Han tiltrådte i embedet på Pakistans uafhængighedsdag, den 14. august 2023. Formålet med posten er at sikre, at der afholdes frie og retfærdige valg.
Han trak sig fra Senatet samme dag og hans tilbagetræden som senator blev godkendt af formanden for Senatet, Sadiq Sanjrani.

## Personligt liv
Anwar ul Haq tilhører kakar-stammen af pashtunere, der primært er spredt ud over det nordlige Balochistan. Ud over politisk aktivisme er Kakar også involveret i forskellige tænketanke, der formulerer Pakistans udenrigspolitik. Kakar er optaget af geopolitikken i Sydasien, især forholdet mellem Afghanistan og Pakistan. Han er også gæstelærer på Pakistan Command and Staff College, Quetta og National Defence University, Islamabad, hvor han holder forelæsninger om internationale relationer.
Kakar taler flydende pashto, urdu, persisk, engelsk, balochi og brahvi.